# Order Zasługi Przedsiębiorczej
Order Zasługi Przedsiębiorczej (port. Ordem do Mérito Empresarial) – portugalski cywilny order, najniższe, dziewiąte w kolejności starszeństwa odznaczenie państwowe.

## Historia
Order kontynuuje tradycję orderu ustanowionego przez króla Karola I Braganzę 4 czerwca 1893 o nazwie Order Cywilny Zasługi Rolniczej i Przemysłowej (Ordem Civil do Mérito Agrícola e Industrial), zniesionego wraz z innymi odznaczeniami w czasie likwidacji Królestwa Portugalii w 1910. W czasach republikańskich odnowiono go 13 listopada 1926 jako Order Zasługi Rolniczej i Przemysłowej (Ordem do Mérito Agrícola e Industrial). Do zmiany statutów doszło w 1962. Został zreformowany 19 lutego 1991 poprzez dodanie Klasy Zasługi Handlowej i do 2011 nadawany pod nazwą Order Zasługi Rolniczej, Handlowej i Przemysłowej (Ordem do Mérito Agrícola, Comercial e Industrial). Jego obecną nazwę i statut reguluje ustawa z 13 listopada 2011.
Osoby cywilne noszą go na ostatnim miejscu po ósmym odznaczeniu państwowym – Orderze Wychowania Publicznego, a w przypadku wojskowych zakładany jest na siedemnastym miejscu, za wszystkimi medalami wojskowymi, wśród innych narodowych odznaczeń (Orderu Zasługi i Orderu Wychowania Publicznego), zgodnie z chronologią nadania. Po nim noszone są już tylko odznaczenia zagraniczne.

## Podział i przeznaczenie
Order przeznaczony jest zarówno dla przedsiębiorców, jak i pracowników. Podzielony został na trzy klasy:
- Klasa Zasługi Rolniczej (Classe do Mérito Agrícola), za zasługi dla rozwoju lub poprawy jakości rolnictwa, hodowli, rybołówstwal lub leśnictwa[7],
- Klasa Zasługi Handlowej (Classe do Mérito Comercial), za zasługi dla rozwoju lub poprawy jakości handlu, turystyki i usług[8],
- Klasa Zasługi Przemysłowej (Classe do Mérito Industrial), za zasługi w zakresie rozwoju i modernizacji przemysłu[9].

Każda z klas jest dodatkowo podzielona na pięć stopni:
- Krzyż Wielki (Grã-Cruz),
- Wielki Oficer (Grande-Oficial),
- Komandor (Comendador),
- Oficer (Oficial),
- Medal (Medalha).

| Baretki Orderu Zasługi Przedsiębiorczej | Baretki Orderu Zasługi Przedsiębiorczej | Baretki Orderu Zasługi Przedsiębiorczej | Baretki Orderu Zasługi Przedsiębiorczej |
|                                         | Klasa Zasługi Rolniczej                 | Klasa Zasługi Handlowej                 | Klasa Zasługi Przemyslowej              |
| --------------------------------------- | --------------------------------------- | --------------------------------------- | --------------------------------------- |
| Krzyż Wielki                            |                                         |                                         |                                         |
| Wielki Oficer                           |                                         |                                         |                                         |
| Komandor                                |                                         |                                         |                                         |
| Oficer                                  |                                         |                                         |                                         |
| Medal                                   |                                         |                                         |                                         |

## Wygląd insygniów
Odznaka orderowa ma kształt dziewięcioramiennej gwiazdy, z emaliowanymi ramionami, nakładanej na dziewięć pozłacanych pęków promieni. Wewnątrz odznaki umieszczono okrągły medalion, na którym tarcza z portugalskim godłem znajduje się wewnątrz pozłacanego dysku otoczonego białym pierścieniem z pozłacanym napisem. Odznakę ze wstęgą lub wstążką łączy zawieszka w kształcie wieńca z liści laurowych.
Gwiazda orderowa (o średn. 75 mm) jest pozłacana dla 1. i 2. stopnia lub posrebrzana dla 3. stopnia, ma wygląd odznaki (bez zawieszki), ale ramionami ma emaliowane, pięcioramienne gwiazdki umieszczone na promieniach.
Odznaka Krzyża Wielkiego (o średn. 65 mm) wieszana jest na wielkiej wstędze (szarfie o szer. 100 mm dla mężczyzn i 60 mm dla kobiet). Odznaki Wielkiego Oficera i Komandora (również o średn. 65 mm) noszone są na komandorii dla mężczyzn (wstęga na szyi szer. 40 mm) lub na kokardzie dla kobiet (wstążka szer. 30 mm). Odznaki Oficera i Medalu (o średn. 47 mm) są przypinane do lewej piersi za pomocą sześciokątnej wstążki (szer. 30 mm) z klamrą. Oficerowie pośrodku klamry mają rozetki (o średn. 10 mm).
Odznaki i gwiazdy w każdej klasie wyglądają identycznie, z wyjątkiem koloru emalii (zielony, niebieski lub czerwony) i napisów (Mérito Agrícola, Mérito Comercial lub Mérito Industrial), każda z klas ma też wstęgi i wstążki, różniące się kolorem (zielone, niebieskie lub czerwone), ale wszystkie mają biały pasek pośrodku.